# Vysočany (Prag)
Vysočany (deutsch Wissotschan) ist eine Katastralgemeinde der tschechischen Hauptstadt Prag. Sie liegt an der Rokytka nordöstlich des Stadtzentrums und gehört großteils zum Bezirk Prag 9, lediglich ein kleiner Teil im Südwesten gehört zu Prag 3.

## Geschichte

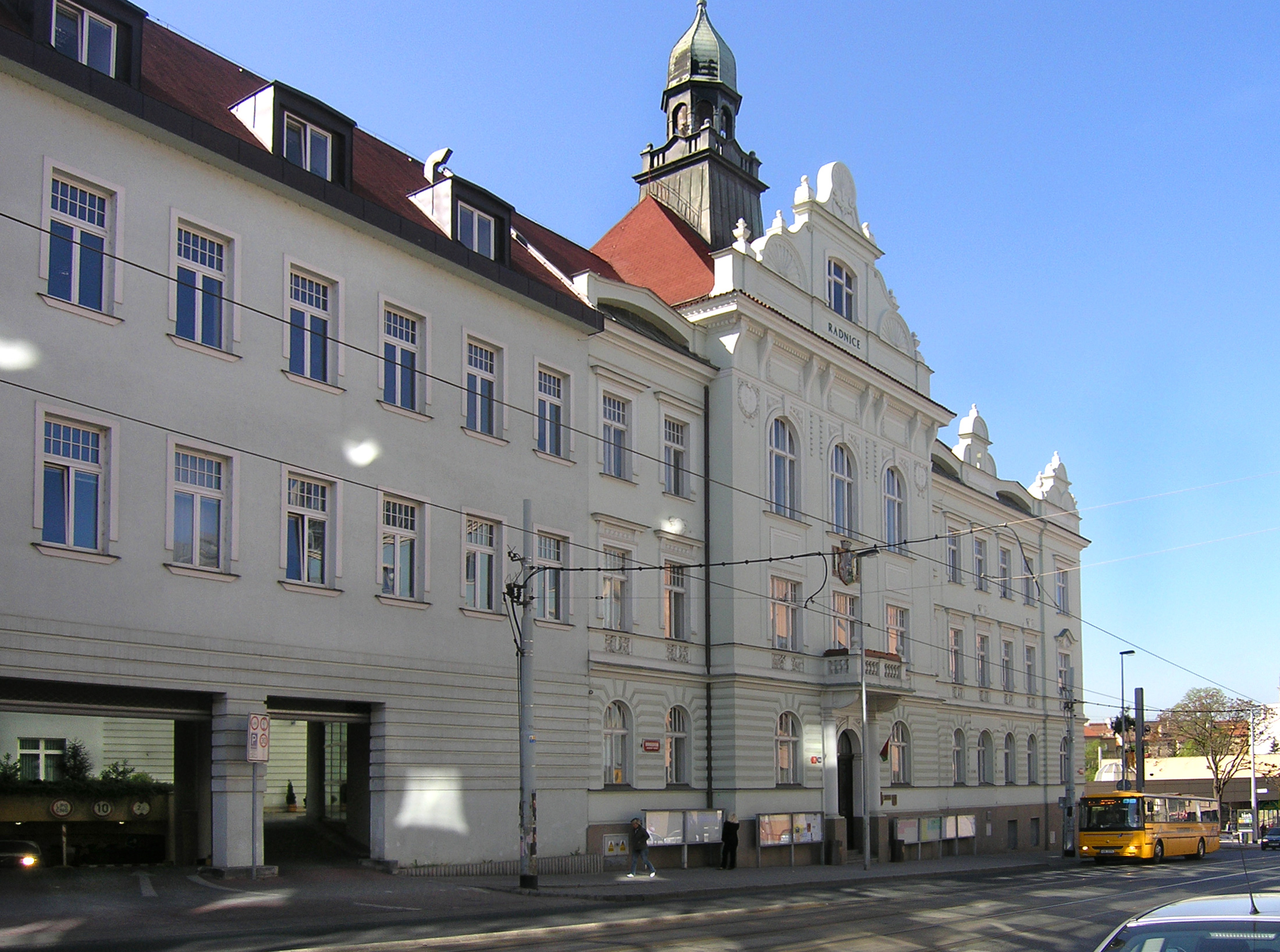
Das ehemalige Rathaus der Stadt Vysočany ist heute Sitz der Bezirksverwaltung

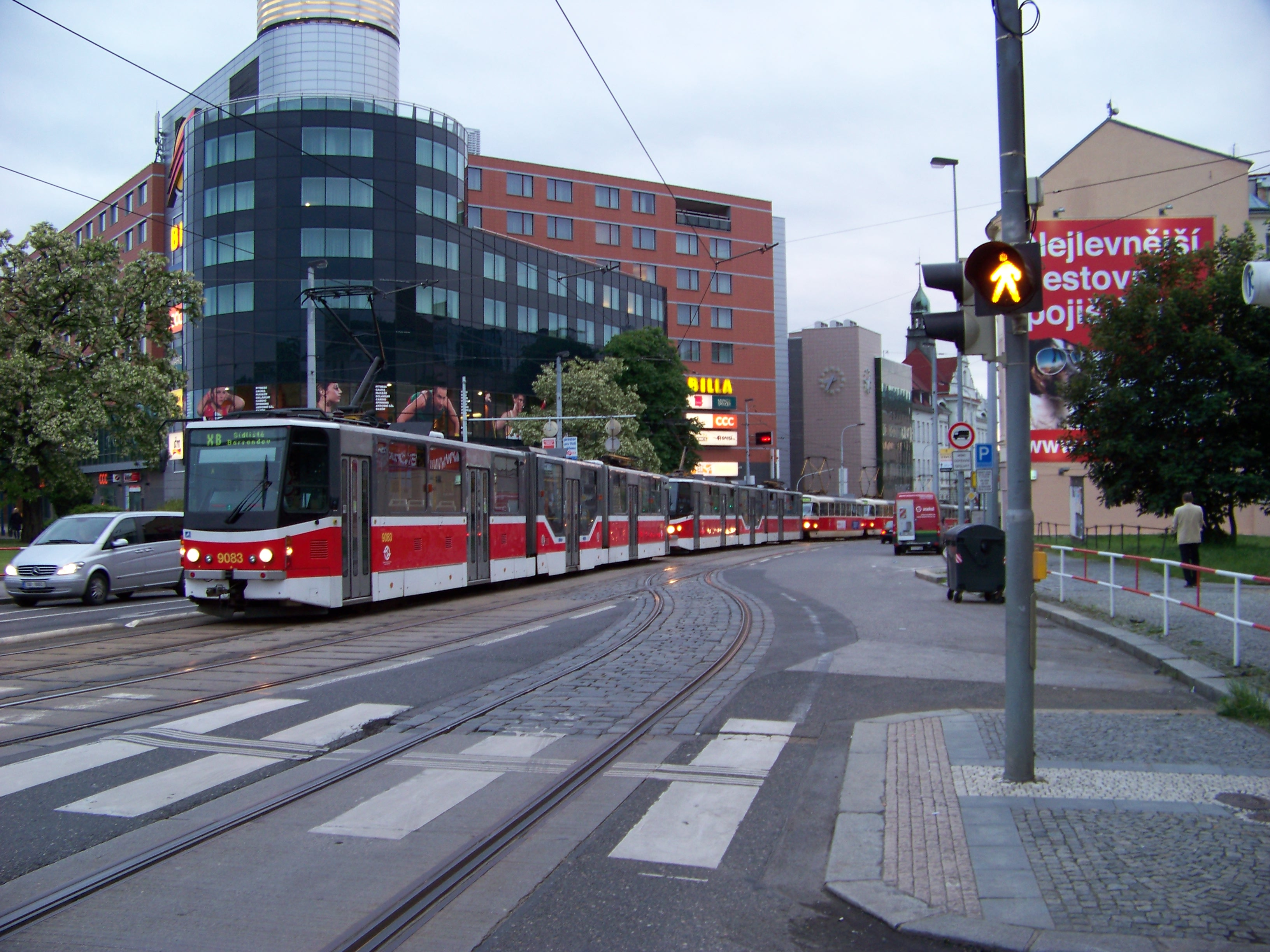
Der Platz der Vereinten Nationen (Náměstí OSN) im Zentrum von Vysočany

Vysočany wurde erstmals 1239 als Eigentum des Benediktinerklosters Kladruby schriftlich erwähnt. 1849 wurde Vysočany eine Gemeinde, 1854 erhielt es eine Schule, deren erster Lehrer der patriotische Reformer Jan Pravoslav Přibík wurde. 1850 hatte Vysočany 650 Einwohner.
Im 19. Jahrhundert begann mit der Errichtung einer Zuckerfabrik und des Bahnhofs ein Aufschwung, der sich mit dem Anschluss der elektrischen Straßenbahn und insbesondere der Gründung der elektrotechnischen Fabrik Emil Kolbens 1896 fortsetzte. 1902 wurde Vysočany von Kaiser Franz Joseph das Stadtrecht verliehen, 1915 das Rathaus eröffnet.
1922 wurde die Stadt mit Prosek und Hloubětín in die Hauptstadt eingemeindet und zum neuen Bezirk Praha IX. Die Industrialisierung des Gebiets schritt voran, unter anderem entstanden Fabriken des Maschinenbauers ČKD und des Flugzeugbauers Aero. Der industrielle Charakter ging erst Ende des 20. Jahrhunderts verloren, als sich Vysočany zur Wohngegend entwickelte.

## Verkehr
Auf dem Katastergebiet von Vysočany befinden sich der Bahnhof Praha-Vysočany und der Bahnhof Praha-Libeň sowie die Stationen Vysočanská und Kolbenova der Metrolinie B.